# Рошчино
Рошчино (рус. Рощино), до 1948. Рајвола (рус. Ра́йвола; фин. Raivola) насељено је место са административним статусом варошице (рус. посёлок городского типа) на северозападу европског дела Руске Федерације. Налази се на северозападу Лењинградске области и административно припада Виборшком рејону.
Према проценама националне статистичке службе за 2024. у вароши је живело 16.331 становника.
Статус насеља урбаног типа, односно варошице носи од 1959. године.

## Географија
Варошица Рошчино налази се у јужном делу Карелијске превлаке, на свега око 7 километара северније од обале Финског залива, на југоистоку Виборшког рејона. Насеље се налази на око 70 километара северозападно од Санкт Петербурга. Кроз северни део насеља протиче речица Рошчинка.
Значајна је железничка станица на међународној линији која повезује Санкт Петербург са Хелсинкијем.

## Историја
Насељено место Рајвола се у писаним изворима први пут помиње током XVI века, и то на мапама Финске из тог периода. У границама Руске Империје налази се од 1812. године. До инзензивнијег развоја овог, некада претежно пољопривредног насеља, долази почетком XVIII века, а његов значај је још више порастао након градње железнице од Санкт Петербурга до Хелсинкија. До краја века број становника је порастао на преко 2.000, отворени су многи мањи привредни објекти, а са радом је почела и локална хидроелектрана.
У близини насеља су по налогу императора Петра Великог у периоду 1738–1750. пошумљена знатнија пространства европским аришем (лат. Larix decidua) чије саднице су допремане из Архангелске области. Дрво из парка по којем је насеље добило садашње име (рус. Линдуловская роща) кориштено је за градњу бродова руске ратне морнарице. Парк је с временом све више растао и достигао садашњу површину од око 55,9 хектара (од тога 23,5 хектара чини изворни део шуме засађен пре 1851. године). Линдуловска шума се сматра једним од највећих култивисаних шумских простора на тлу Европе.
Након Октобарске револуције у Русији 1917. године, Рајвола поново прелази у границе финске државе, а већина рускојезичног становништва напушта варош. У саставу Совјетског Савеза (касније Русије) је од окончања Другог светског рата.
Насеље 1948. добија садашње име, а садашњи административни статус има од 1959. године.
Почетком прошлог века у Рајволи је лета проводила чувена финска песникиња Едит Седергран која је ту и преминула 1923. године.

## Демографија
Према подацима са пописа становништва 2010. у вароши је живело 13.439 становник, док је према проценама националне статистичке службе за 2015. варошица имала 14.315 становника.
| 1939. | 1959. | 1970. | 1979. | 1989. | 2002. | 2010.  | 2015.  |
| ----- | ----- | ----- | ----- | ----- | ----- | ------ | ------ |
| ---   | 5,612 | 7,496 | 8,209 | 8,436 | 9,393 | 13,439 | 14,315 |